# Джиперс Криперс: След зверя
«Джиперс Криперс: След зверя» (англ. Jeepers Creepers: Trail of the Beast) — американская мини-серия комиксов издательства Dynamite Entertainment 2018 года, основанная на серии фильмов ужасов «Джиперс Криперс». Сценарий написал Марк Андрейко, а иллюстрации создал Кьюбер Баал. Келли Джонс, Стюарт Сэйджер и Том Мэндрейк нарисовали обложки выпусков.

## Создание и релиз
В 2017 году во время конвенции «San Diego Comic-Con» издательство «Dynamite Entertainment» объявило о планах на выпуск комиксов по мотивам фильмов «Джиперс Криперс» по лицензии от студии «MGM». В апреле 2018 года издательство начало выпуск серии из 5-ти частей за авторством Марка Андрейко с рисунками Кьюбера Баала. Релиз был приурочен к выходу третьего фильма на DVD. 
Каждый выпуск издавался с несколькими вариантами обложек. Андрейко отметил, что комикс расширил вселенную франшизы, добавив новые факты к истории Крипера. Например, в комиксах впервые показано, что монстру нужно спать во время цикла бодрствования — в одной из сцен Крипер прячется в своём логове наподобие подвала церкви, устланном телами жертв, и засыпает. Выпуски выходили ежемесячно с апреля по август, а в декабре все они были опубликованы одной книгой в мягкой обложке.

## Сюжет
Основное действие происходит в наше время, когда Крипер преследует студента Девона Талсона, исследующего историю Человека-дракона в мифологии. Но читателям показывают серию флешбеков, раскрывающих прошлое монстра. Чем большее герой узнаёт — тем сильнее желание Крипера схватить юношу. 
В первом выпуске авторы показывают сцену, когда ацтеки вырезали сердце во время ритуала жертвоприношения, где Крипера почитали как божество Кетцалькоатль — это отсылка ко фразе Жизелль из первого фильма: «Он съел слишком много сердец, чтобы его собственное не остановилось». Во втором выпуске выясняется, что Крипер связан и с мифологией коренных жителей Америки — во время разговора Девона с местными жителями в индейском баре, юноша узнаёт в татуировке бармена изображения божества по имени Уктена. Позже индеец Чарли совершает некий обряд, в результате котором Девину приходит видение, в котором он сталкивается с Крипером и слышит его голос. 
В итоге, между юношей и Крипером устанавливается неконтролируемая юношей ментальная связь. Девон вновь оказывается в прошлом — в колонии Роанок, где Крипер убивает местных жителей, поедая не только сердца, но и другие органы — например, глаза. Вскоре юноша оказывается в 1962 году в шахтах города Сентрейлии, позже превратившегося в город-призрак — там в подземелье монстр вновь организовал своё логово. В финале истории Криперу удаётся схватить Девона — находясь при смерти юноши видит всех жертв монстра (включая свою мать и возлюбленную), и призраки повторяют слова: «Мы… единое… с ним…». Читатели видят, что новое логово монстра находится в подвале старой церкви из первого фильма.
| # | Дата выхода | Ссылка |  |
| --- | ----------- | ------ |  |
| |             |        |  |
| 1 | апрель      | [ 6 ]  |  |
| Аспирант Девон Талсон пишет диссертацию на тему «Мифы в американской истории», но когда его исследование отправляет его в путешествие, уходящее вглубь веков, Девин находит нечто ужасающее. Что-то, что есть в каждой культуре, временах и эпохах. Что-то, что возвращается на кровавую трапезу каждые 23 года. Что станет итогом исследований молодого человека — городская легенда или столкновение лицом к лицу с бессмертным монстром, который тайно терроризировал мир с тех самых пор, как человек впервые появился на этой земле? |             |        |  |
| |             |        |  |
| 2 | май 2018    | [ 7 ]  |  |
| Когда Девон погружается в свои исследования, изучая мифическое существо по прозвищу Крипер, он с удивлением осознаёт, насколько древнее это зло. Раскроет ли он истинное происхождение, казалось бы, бессмертного монстра до того, как Крипер найдет его? И как с этой историей связана Империя ацтеков? |             |        |  |
| |             |        |  |
| 3 | июнь 2018   | [ 8 ]  |  |
| Нерассказанная история Крипера продолжается, когда студент Девон пытается выяснить, что на самом деле произошло с таинственно исчезнувшим колонией-поселением Роанок? Погружаясь глубже в прошлое, Девон оказывается втянутым в опасное приключение, ведь монстр не желает, чтобы его тайны были раскрыты. |             |        |  |
| |             |        |  |
| 4 | июль 2018   | [ 9 ]  |  |
| Тайная история Крипера продолжается: на протяжении веков бессмертный монстр оставлял на своём пути лишь страдания, отчаяние и смерть. По мере того, как бесстрашный исследователь прошлого Девон узнаёт всё больше тайн беспощадного чудовища, Крипер готовится нанести удар. |             |        |  |
| |             |        |  |
| 5 | август 2018 | [ 10 ] |  |
| Все началось как дипломный проект, но как только Девон углубился в мифы о человеке-драконе, он обнаружил тайны, которые лучше было оставить сокрытыми. Поиски Девона буквально пробудили спящего монстра, и теперь молодой человек вынужден столкнуться с Крипером лицом к лицу. Какие ужасы принесёт этот бессмертный демон юноше, и есть ли у Девона хоть один шанс выжить? |             |        |  |

## Отзывы
Серия получила смешанные отзывы: мнения обозревателей разделились относительно качества сценария и сюжета истории, но большинство оценило визуальную составляющую комикса. 
Дэвид Брук в обзоре для «AIPT» оценил первый выпуск на 8 баллов из 10, среди сильных сторон назвал историю главного героя и также изображение Крипера, а среди минус — комикс не слишком страшный, а роль Крипера в первых выпусках совсем непонятна. Дэвид Уэбер в обзоре «Monkeys Fighting Robots» написал: «Являетесь ли вы поклонником фильмов или нет, „Джиперс Криперс: След зверя“ — это история, которую стоит прочитать. Если вас не отталкивают кровавые сцены — это увлекательное чтение, наполненное впечатляющими рисунками и захватывающим сценарием. Это классическая история о монстрах, которая прекрасно воплощена в формате комиксов чудесным образом используется среда комиксов». Гаррет Ханнекен из «Comics Bastards» оценил первый выпуск на 3 звезды из 5: «Этот комикс с небольшим экскурсом в прошлое Крипера и интересной, но поверхностной завязкой понравится фанатам серии. Возможно, я придираюсь, но слова Крипера в финале не соответствуют образу монстра. Время покажет, смогут ли создатели рассказать пугающую историю, не забывая о главных чертах Крипера». 
Крис Терри в обзоре финального выпуска для портала «Sequintial Planet» отметил, что история Андрейко слишком приземлённая, персонаж Девона не вызывает чувства сопереживания, но обозреватель оценил работу художника Баала: «Некоторые рисунки кажутся неестественными, а некоторые — очень даже хороши. Лучшая сцена Крипера — в первом выпуске, но в целом монстр впечатляет. Немного страдает цвет, но в целом — дизайн серии великолепен»; подводя итог Терри назвали эту серию «проходной». Кристофер Иган в обзоре «Multiversity Comics» написал: «Это в лучшем случае посредственная история, которая недостаточно глубоко вникает в новые составляющие мифологии монстра, которые сама же и создала. По крайней мере, комикс гораздо лучше, чем „Джиперс Криперс 3“. У серии есть потенциал после выхода всех выпусков под одной обложкой — читая историю залпом, гораздо легче увидеть её слабые стороны, и как можно было сделать историю лучше. Любой читатель, кроме самых ярых поклонников франшизы, будет разочарован. Как фанат, я ждал чего-то лучшего».